# Macrothele variabiis
Macrothele variabiis är en spindelart som beskrevs av Pietro Pavesi 1898. Macrothele variabiis ingår i släktet Macrothele och familjen Hexathelidae. Inga underarter finns listade i Catalogue of Life.